# Mount Doudon
Der Mount Doudon ist ein Hügel auf der karibischen Insel St. Lucia. Der Hügel liegt am Ostrand des Bassin von Castries beim gleichnamigen Wohngebiet Morne Dudon.